# Marion Maréchal
Marion Jeanne Caroline Maréchal (uitspraakⓘ; Saint-Germain-en-Laye, 10 december 1989), ook Marion Maréchal-Le Pen, is een Franse politica. Op 17 juni 2012 werd zij met 22 jaar in de derde kieskring van het departement Vaucluse verkozen tot lid van de Nationale Vergadering. Maréchal werd daarmee de jongste volksvertegenwoordiger in de geschiedenis van de Franse Republiek. Bij de parlementsverkiezingen van 2017 koos zij om zich niet herkiesbaar te stellen.
Van 2008 to 2019 was zij lid van het Rassemblement national, voormalig Front national (tot 2018). Maréchal was lijsttrekker bij de regionale verkiezingen van 2015 in Provence-Alpes-Côte d'Azur, waaronder Vaucluse valt, in Zuid-Frankrijk. In de tweede stemmingsronde haalde haar lijst 45,2% van de stemmen, het beste resultaat ooit voor het Front national in de regio. Op 7 juli 2017 trad zij af als regionale raadslid.
In 2022 werd Maréchal lid van Reconquête, opgericht het jaar daarvoor, en steunde zij vervolgens de kandidatuur van partijleider Éric Zemmour bij de presidentsverkiezingen van 2022. Bij de Europese Parlementsverkiezingen van 2024 in Frankrijk was Maréchal lijsttrekker. Op 12 juni 2024 werd zij door Zemmour uit Reconquête gezet nadat zij Franse burgers had opgeroepen om bij de parlementsverkiezingen van 2024 op kandidaten van het Rassemblement national te stemmen. Sinds 16 juli 2024 is Maréchal lid van het Europees Parlement, waar zij bij de fractie van de Europese Conservatieven en Hervormers (ECH) aangesloten is als onafhankelijk lid.
Marion Maréchal is een kleindochter van politicus Jean-Marie Le Pen en een nichtje van politica Marine Le Pen. Zij is de dochter van Yann Le Pen, Jean-Marie Le Pens tweede dochter, en van Samuel Maréchal. Zij studeerde rechten aan de Universiteit Panthéon-Assas in Parijs.
In oktober 2024 richt Marion Maréchal een nieuwe beweging op: Identité Libertés.